# Hanburi
Hanburi (anche Hachi gane o Hitai ate) era una particolare tipologia di elmetto giapponese deputato alla protezione della fronte del guerriero. Il vocabolo indica in realtà uno svariato insieme di apparati difensivi di fogge abbastanza diverse, a volte rassomiglianti la cervelliera a volte un elmo formato dalla sovrapposizione di più lamine, tutte però non confondibili con le tipologie di elmo nipponico più classiche: il kabuto ed il jinkasa. Al hanburi potevano essere aggiunte parti di rinforzo (protezioni per il collo, gorgiere di cuoio/maglia di ferro, in alcuni casi addirittura la maschera da guerra mempo) e la sua superficie poteva essere coperta da decorazioni pittoriche e/o stoffe decorate. Veniva portato a diretto contatto con il corpo o poteva essere portato/agganciato ad una cuffia di maglia metallica.

Si tratta della tipologia di armatura giapponese più difficilmente classificabile.

## Galleria d'immagini

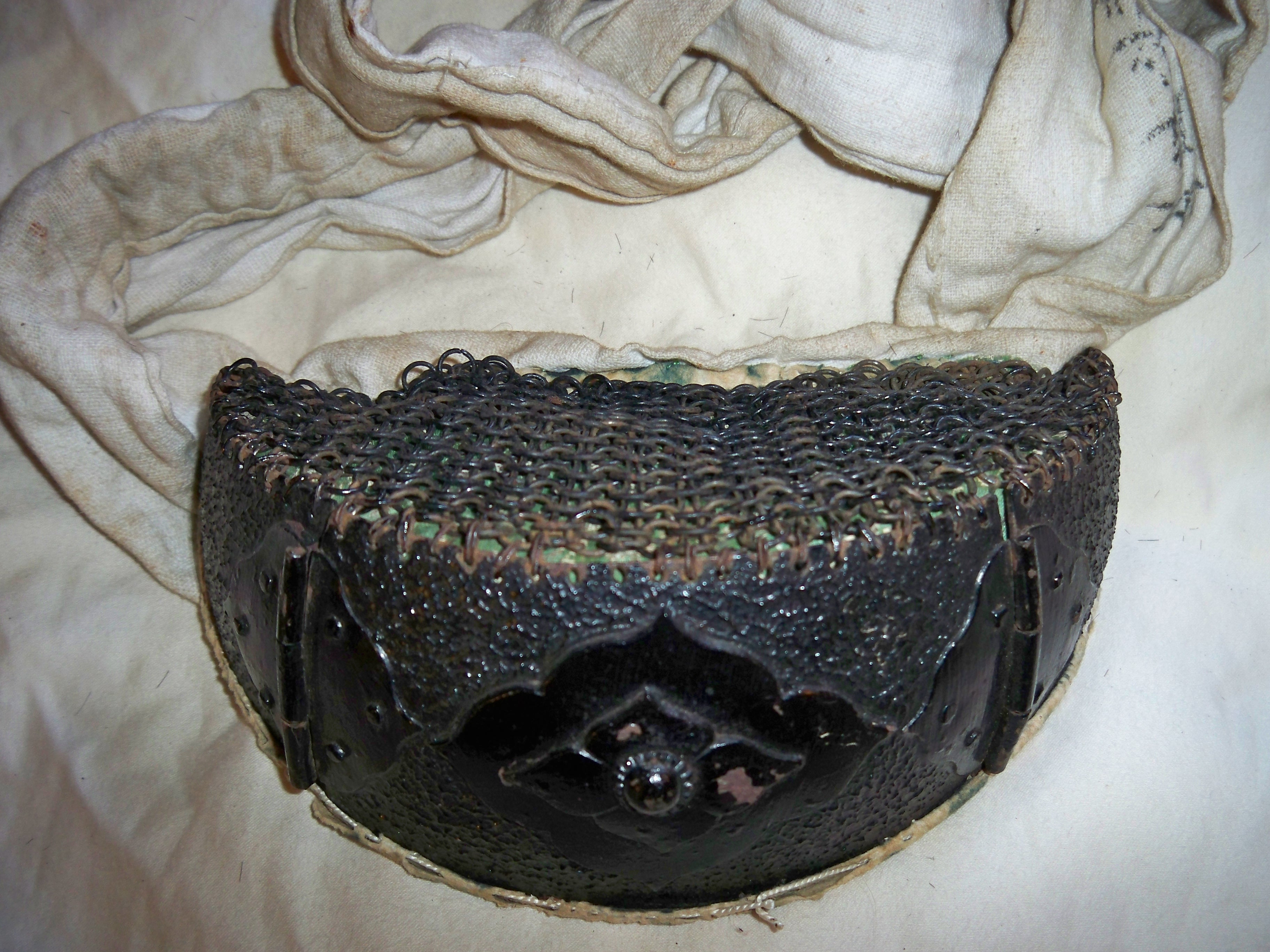
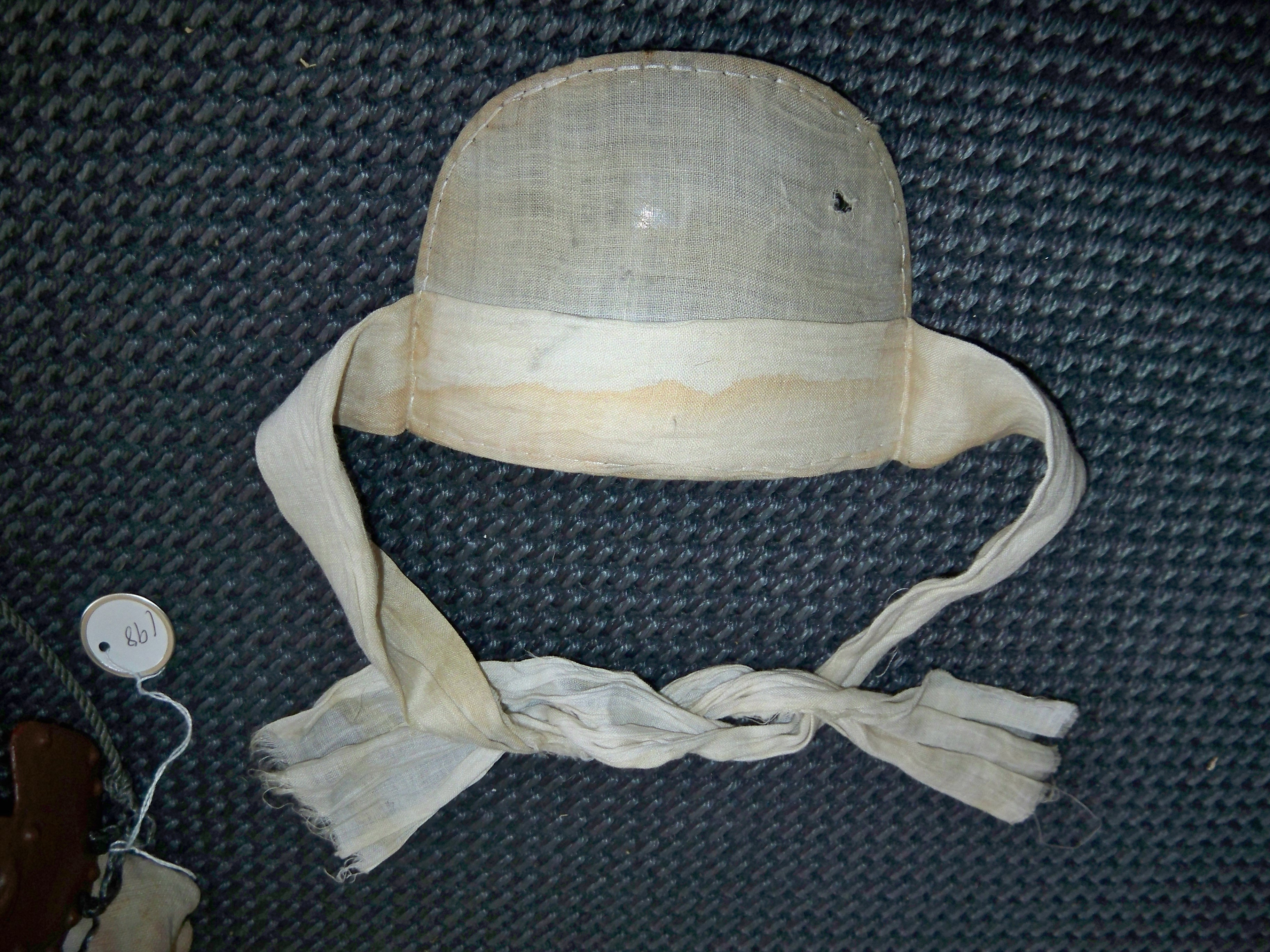
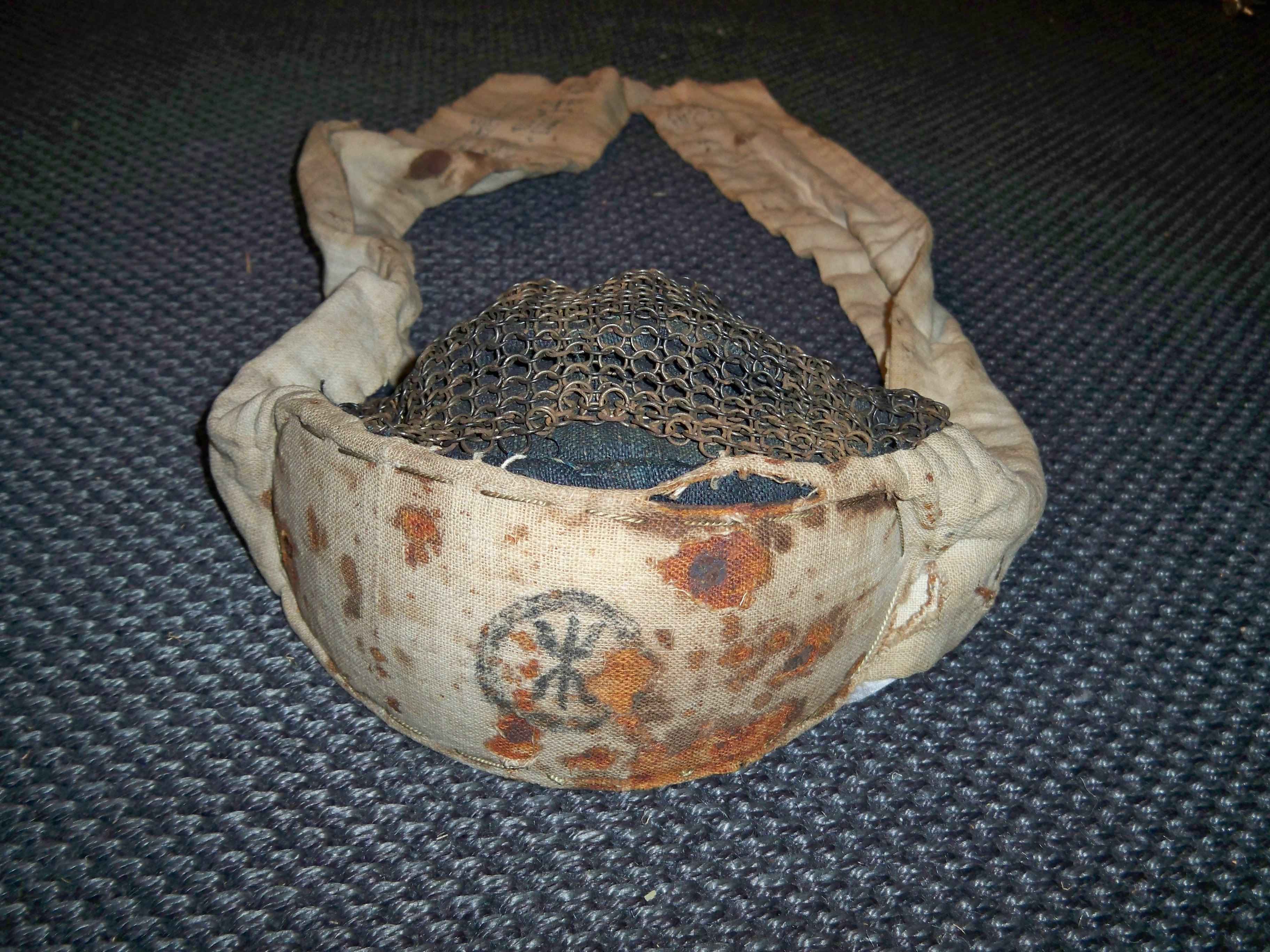
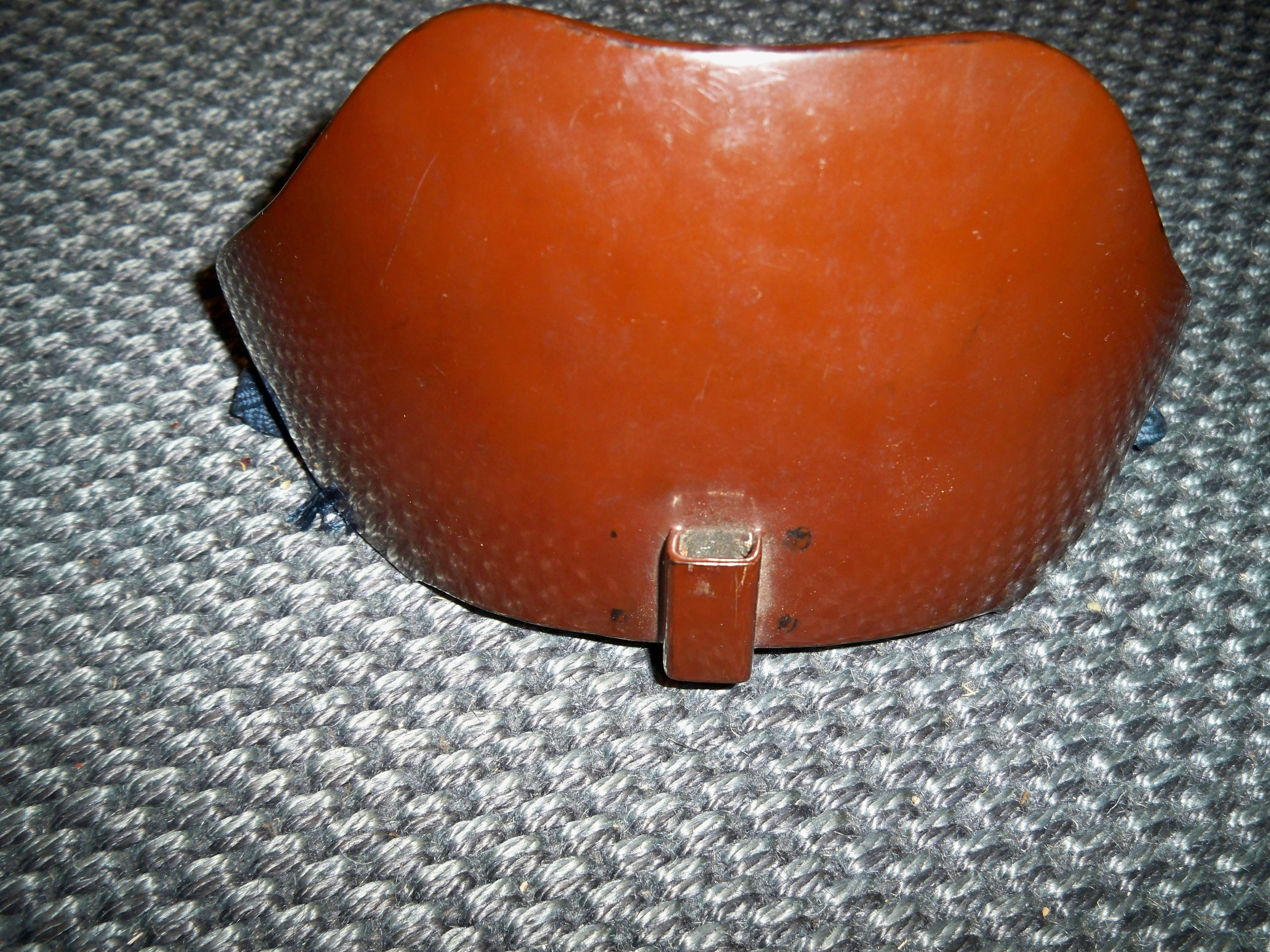
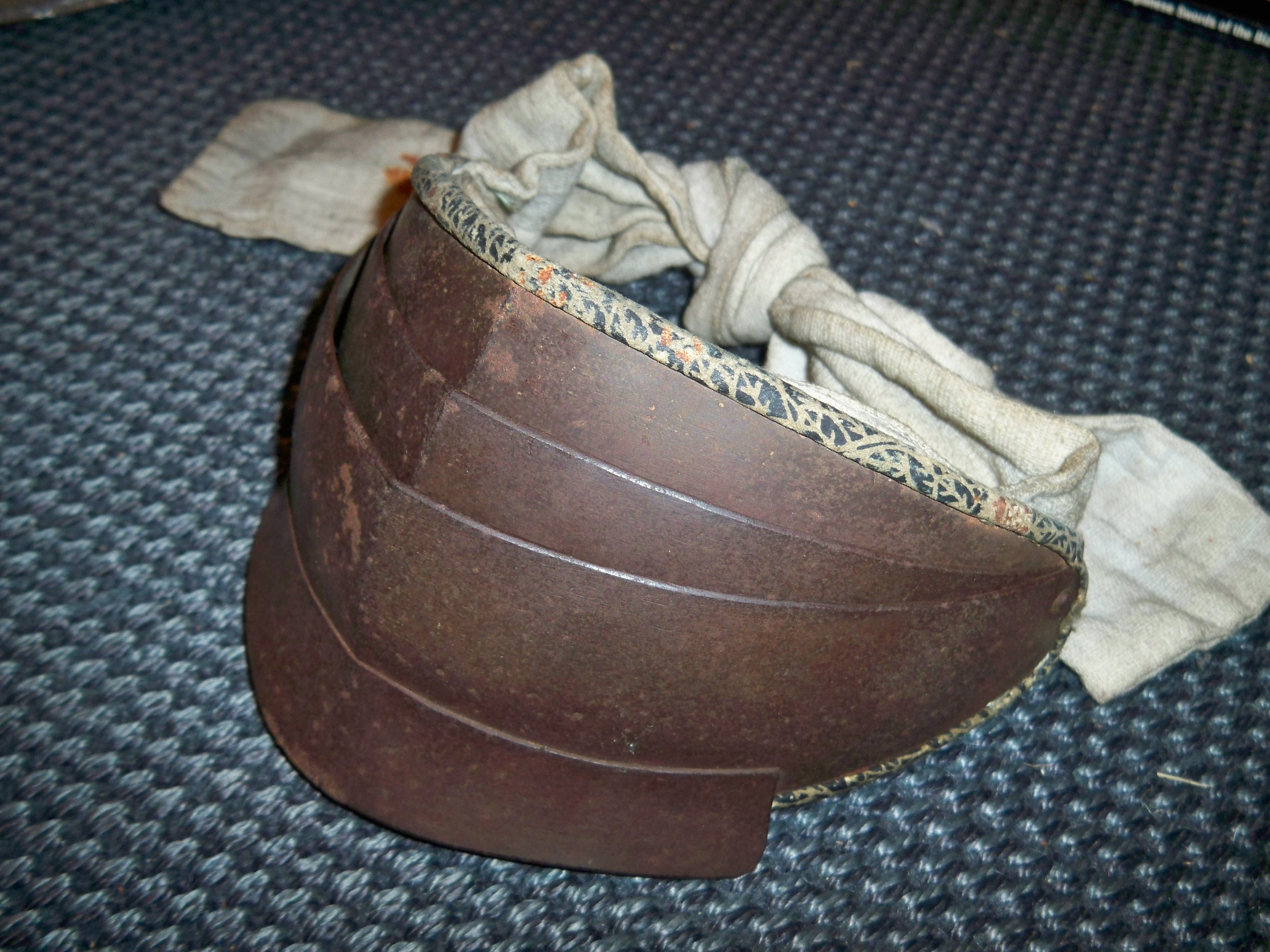
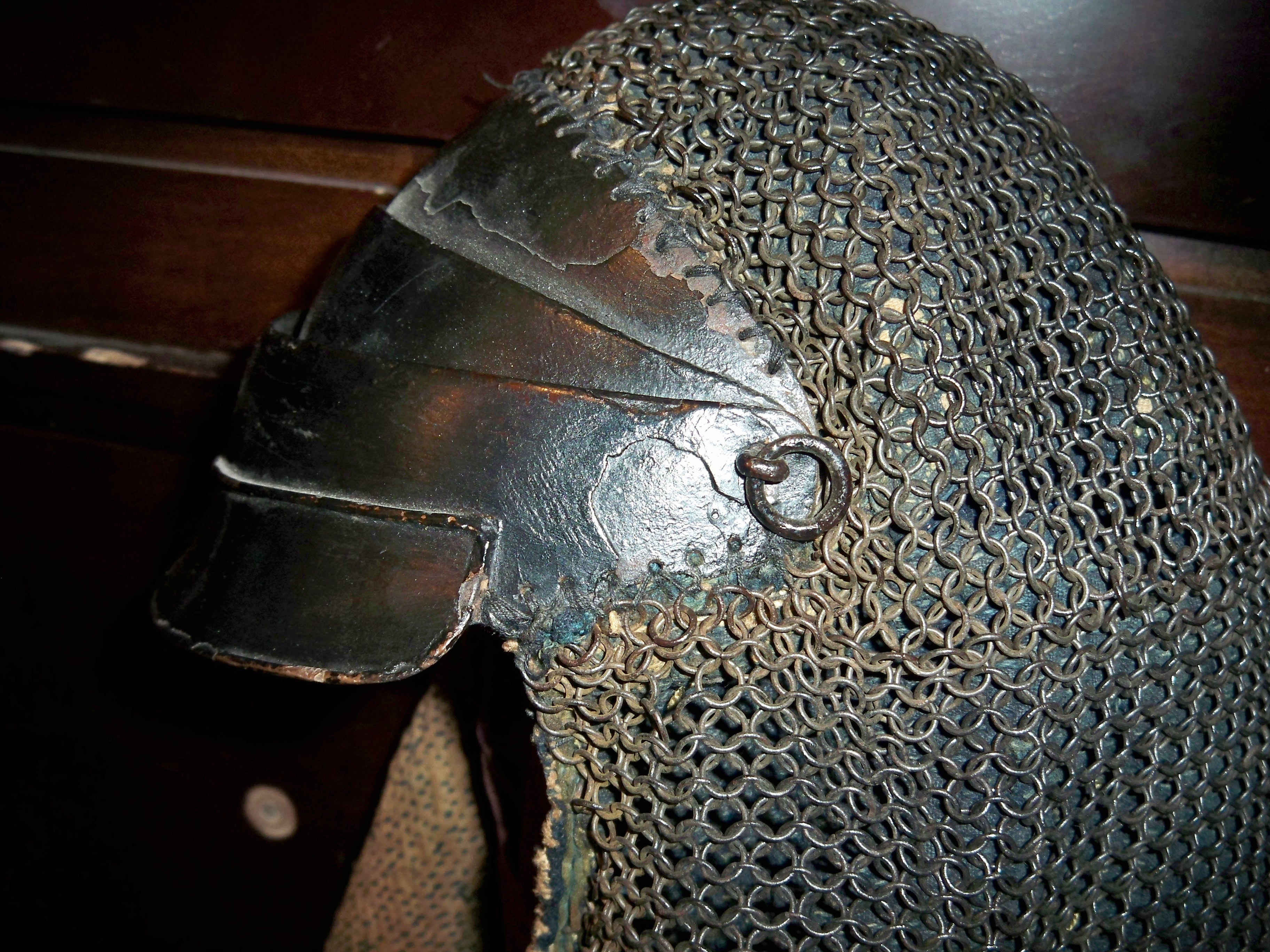
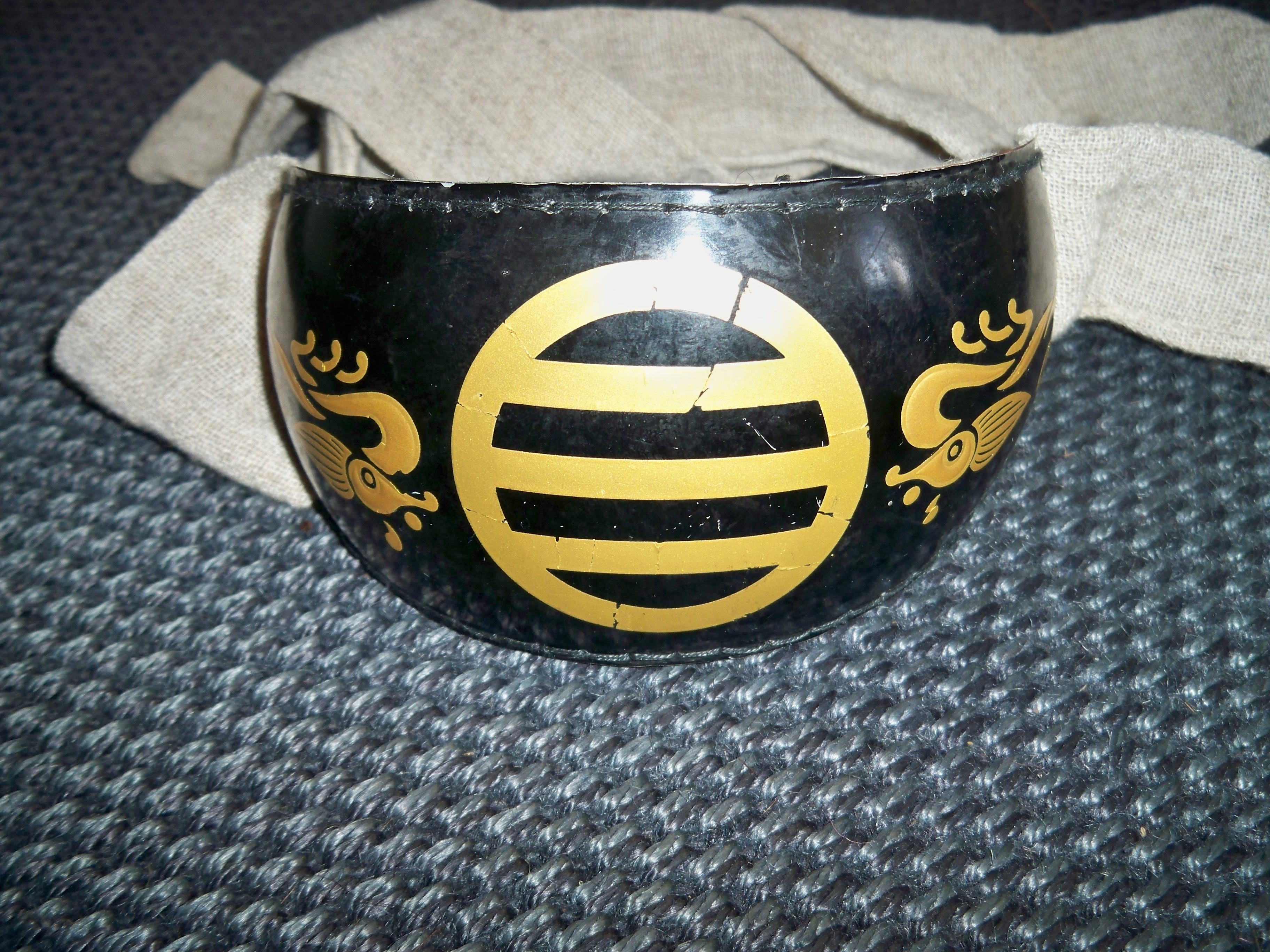
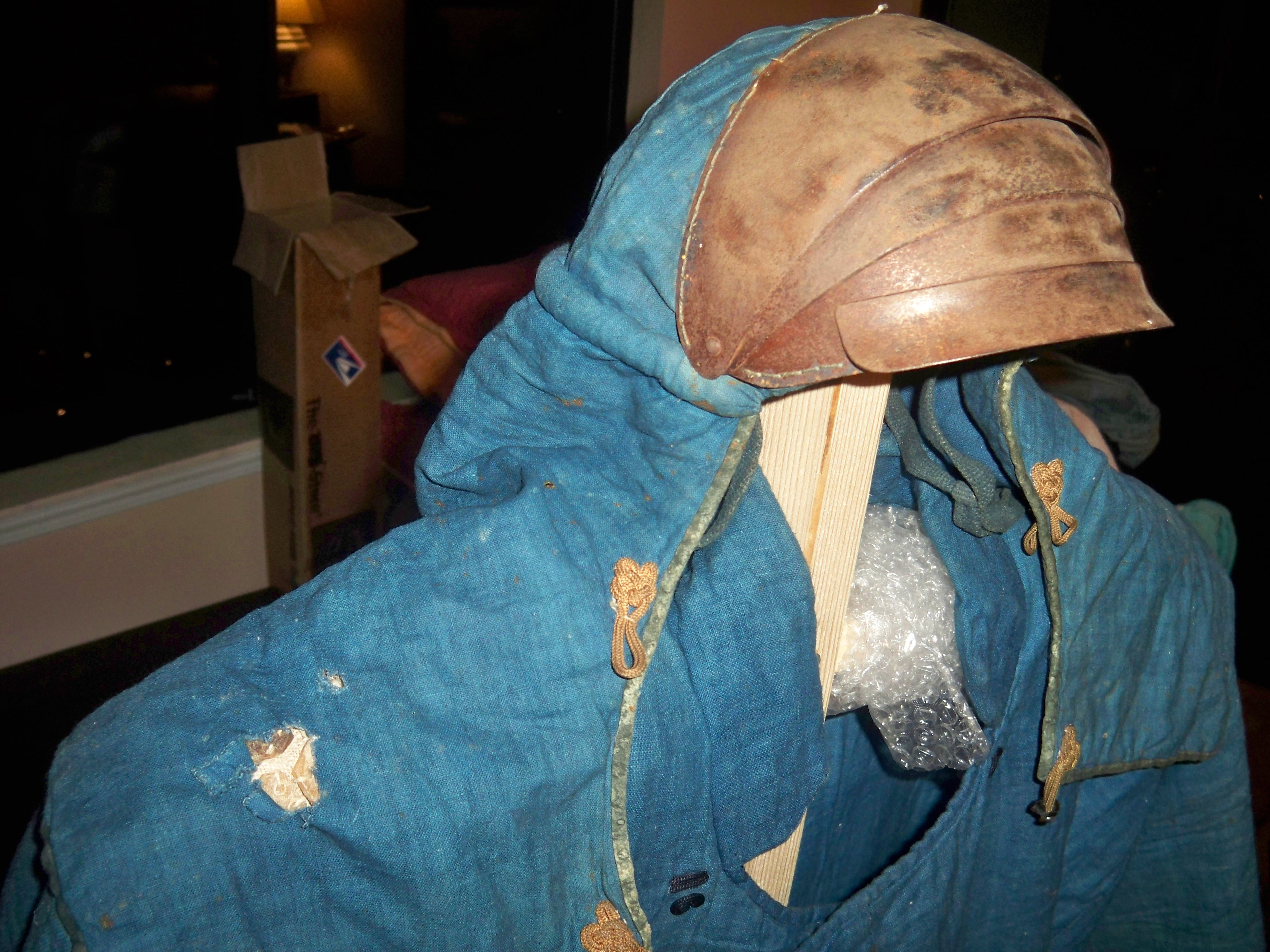